# 이즈노쿠니시
이즈노쿠니시(일본어: 伊豆の国市)는 일본 시즈오카현의 이즈반도 북부에 있는 시이다.

## 역사
- 1156년 - 호조 마사코가 태어났다.
- 1493년 - 호조 소운이 이즈를 습격해 니라야마성을 본성으로 하였다.
- 1868년 - 니라야마현을 설치하고 니라야마에 니라야마현청을 설치하였다.
- 1871년 - 아시가라현의 설치로 니라야마현이 폐지되었다.
- 1934년 - 이즈나가오카정이 탄생하였다.
- 1940년 - 오히토정이 탄생하였다.
- 1962년 - 니라야마정이 탄생하였다.
- 2005년 4월 1일 - 이즈나가오카정, 오히토정, 니라야마정이 합병해 이즈노쿠니시가 되었다.

## 교통

### 철도
- 이즈하코네 철도 슨즈선

### 도로
- 국도 제136호선
- 국도 제414호선

## 인구
| 연도 | 인구   | ±%     |
| ---- | ------ | ------ |
| 1960 | 33,049 | —      |
| 1970 | 37,984 | +14.9% |
| 1980 | 44,046 | +16.0% |
| 1990 | 48,369 | +9.8%  |
| 2000 | 50,062 | +3.5%  |
| 2010 | 49,274 | −1.6%  |

|                                                  | |
| 이즈노쿠니시의 전국의 연령별 인구 분포（2005년） | 이즈노쿠니시의 연령·남녀별 인구 분포（2005년）                                                                            |
| ■자주색 ― 이즈노쿠니시 ■녹색 ― 일본전국          | ■파랑색 ― 남자 ■빨간색 ― 여자                                                                                             |
| · 이즈노쿠니시（에 해당되는 지역）의 인구추이    | |
| 일본 총무성 통계국 국세조사 결과                 | |
|                                                  | 이 그래프는 더 이상 지원되지 않는 레거시 그래프 확장 기능을 사용하고 있습니다. 새로운 차트 확장 기능으로 변환해야 합니다. |